# Parafia św. Marcina w Błażowej
Parafia św. Marcina w Błażowej – parafia rzymskokatolicka znajdująca się w archidiecezji przemyskiej w dekanacie Błażowa. 

## Historia
Parafia została erygowana 2 czerwca 1432 roku, ufundowali ją właściciele Dynowa i Błażowej, Piotr i Małgorzata Kmitowie. W skład parafii weszły wówczas Błażowa i Kąkolówka. Kościół drewniany pw. św. Marcina, Mikołaja i Anny istniał już wcześniej, przed fundacją parafii. W 1624 roku Tatarzy zaatakowali kościół, ale nie zdołali go spalić. 
W 1663 roku na tym samym miejscu zbudowano kolejny kościół. Po 1728 roku dokonano częściowej przebudowy kościoła – dobudowano prezbiterium i kaplice boczne z kamienia i cegły. 10 listopada 1737 roku bp Walenty Czapski dokonał konsekracji kościoła. W 1806 roku komisja urzędowa nakazała rozbiórkę kościoła z powodu złego stanu technicznego, który znajdował się na podmokłym terenie. Przez dwa lata msze święte odprawiano na plebanii, a następnie zbudowano drewnianą kaplicę liturgiczną z dobudowaną szopą dla wiernych. 
W 1822 roku ukończono budowę następnego kościoła pw. św. Marcina i św. Mikołaja na innym bezpieczniejszym miejscu, z fundacji hr. Karola Jerzego Fleming i jego żony Karoliny Henryki Lubomirskiej. Kościół posiadał murowane prezbiterium i boczne kaplice, a drewnianą nawę główną z dzwonnicą. W 1836 roku kościół został poświęcony. 
Gdy z powodu zwiększonej ilości wiernych kościół okazał się za mały, w latach 1896–1900 zbudowano następny większy kościół murowany, według projektu arch. inż. Jana Sas-Zubrzyckiego. Konsekracji kościoła pw. św. Marcina, dokonał 31 maja 1910 roku bp Józef Sebastian Pelczar. 
Na terenie parafii jest 4 500 wiernych (w tym: Błażowa – 2 050, Błażowa Dolna – 1 150, Błażowa Górna – 715, Białka – 585).
Proboszczowie parafii:
1730–1744. ks. Józef Dzianot.
1744–1794. ks. Jan Szarmachowski.
1794–1795. ks. Ludwik Świderski.
1795–1809. ks. Szymon Szczepanik.
1809–1847. ks. Franciszek Bekier.
1847–1870. ks. Emil de Bandrowski.
1870–1877. ks. Józef Krukowski.
1877–1884. ks. Bronisław Markiewicz.
1884–1914. ks. Leon Kwiatkowski.
1914–1915. ks. Wojciech Blajer.
1915–1925. ks. Edward Glatzel.
1925–1926. ks. Andrzej Osikowicz.
1926–1930. ks. Jan Kolasa.
1931–1946. ks. Adam Pasternak.
1946–1970. ks. kan. Józef Kruczek.
1970–1998. ks. prał. Adolf Kowal.
1998–2006. ks. kan. Michał Drabicki.
2006– nadal ks. prał. Jacek Rawski.

## Kościoły filialne
- Białka – W latach 1981–1983 zbudowano murowany kościół filialny pw. Najświętszej Maryi Panny Nieustającej Pomocy i św. Maksymiliana Marii Kolbego, według projektu architektów S. Wantucha, T. Karysa i J. Miłka. Kościół został poświęcony w 1983 roku przez biskupa Ignacego Tokarczuka[19].

- Błażowa Dolna – W 1985 roku zbudowano dom katechetyczny, który w 1989 roku został zaadaptowany na kościół pw. św. Franciszka z Asyżu. W 1989 roku kościół został poświęcony przez biskupa Edwarda Białogłowskiego[19].